# 南木乡
南木乡（藏語：གནམ་），是中华人民共和国西藏自治区拉萨市曲水县下辖的一个乡镇级行政单位。

## 行政区划
南木乡下辖以下地区：
南木村和江村。